# Burgstall Menburg
Der Burgstall Menburg bezeichnet eine abgegangene hochmittelalterliche Höhenburg auf 570 m ü. NN in Spornlage des Schlossbergs westlich über dem Michelbach und 2000 Meter westlich von Raisting im Landkreis Weilheim-Schongau in Bayern.

Die 1190 genannte Burg, deren Besitzverhältnisse ungeklärt sind, wurde vermutlich im 11. Jahrhundert erbaut. In alten Schriften werden 1145 ein „Pobowin von Raisting“ und 1147 ein „Gotebol de Raistingen“ genannt, was einen Grafensitz der Welfen annehmen lässt, vermutlich zur Kontrolle der Straße von Lech nach Raisting. Heute ist die Stelle als Bodendenkmal D-1-8032-0073 „Burgstall des hohen und späten Mittelalters ("Menburg")“ vom Bayerischen Landesamt für Denkmalpflege erfasst.
Nicht weit von der Burganlage verläuft eine alte Römerstraße von Epfach nach Erling.
Der Burgstall der ehemaligen durch den Michelbach im Osten, Südosten und Nordosten geschützten kleinen Abschnittsburg zeigt auf dem Burgplateau eine Senke, die einen Rundturm vermuten lässt, im Westen und Südwesten Reste von Burggräben und einen im Südhang eingearbeiteten Graben.

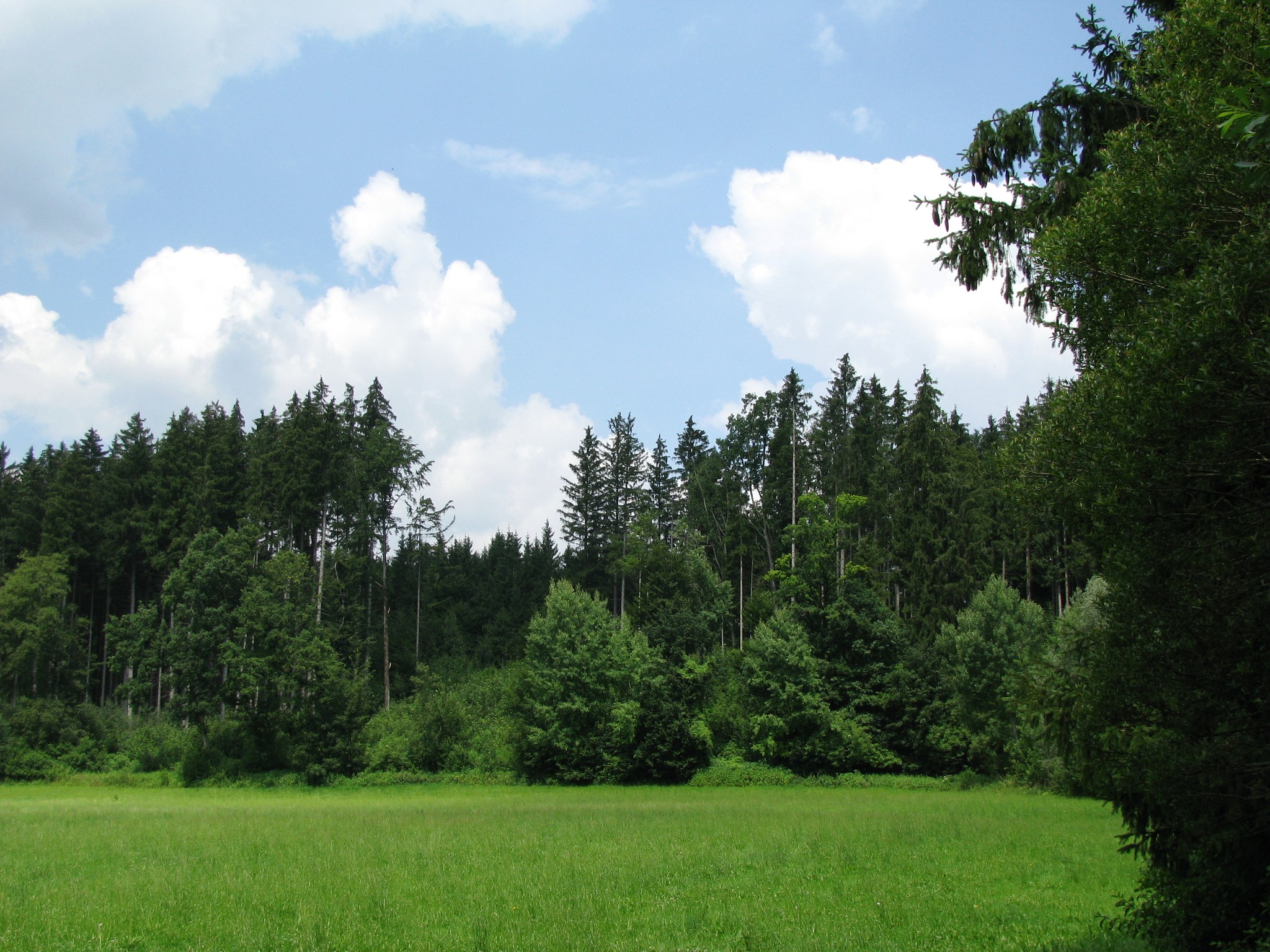
Blick von der Straße Raisting–Stillern auf die Anhöhe mit dem Burgstall (rechte Bildhälfte)
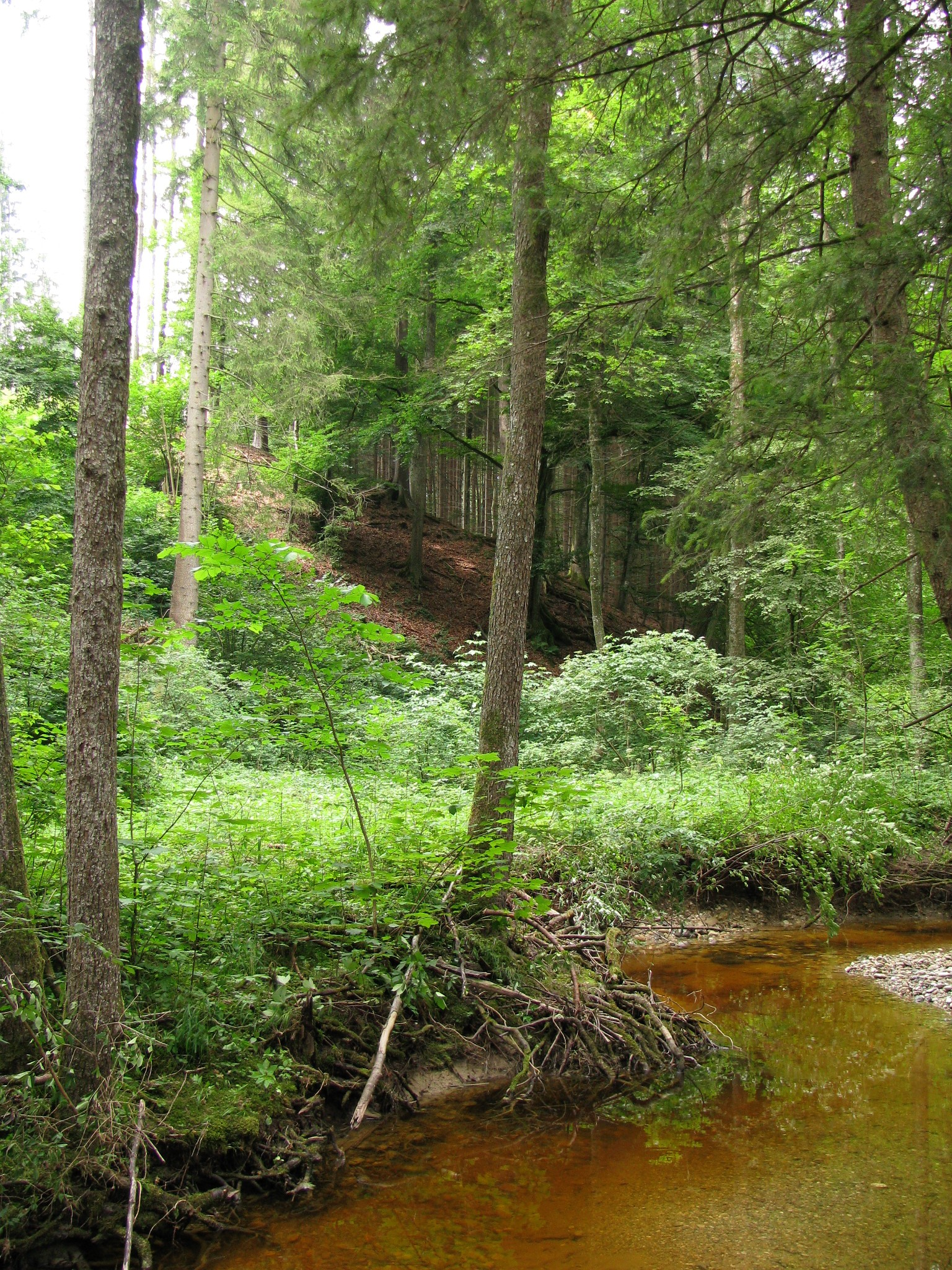
Der Michelbach östlich unterhalb der ehemaligen Burganlage
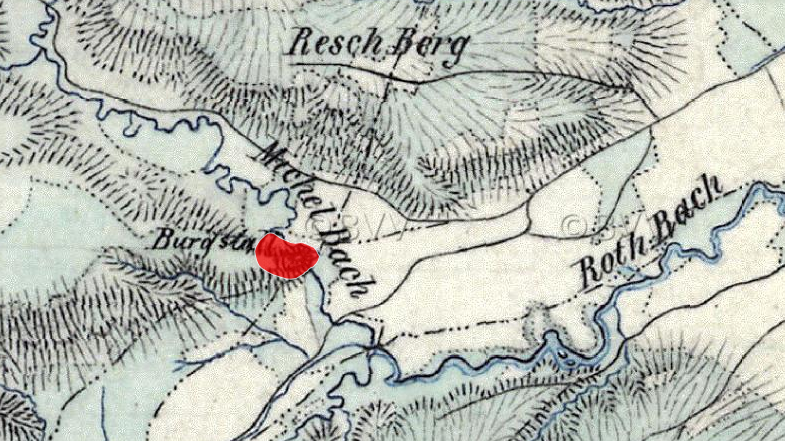
Lageplan von Burgstall Menburg auf dem Urkataster von Bayern